# غيرفيه باتوتا
غيرفيه باتوتا (بالإنجليزية: Gervais Batota)‏ (مواليد 10 مارس 1982 في برازافيل) لاعب كرة قدم كونغولي دولي يجيد اللعب في خط الوسط . يلعب حاليا لصالح نادي ليون دوتشر الفرنسي منذ 2005 .

## روابط خارجية
- غيرفيه باتوتا على موقع الاتحاد الدولي (مؤرشف)  (الإنجليزية)
- غيرفيه باتوتا على موقع قاعدة بيانات كرة القدم.إي يو (الإنجليزية)
- غيرفيه باتوتا على موقع ناشيونال فوتبول تيمز (الإنجليزية)
- غيرفيه باتوتا على موقع Soccerway.com (الإنجليزية)